# 왕부인
명하 제국 황후 왕씨 부인(明夏 帝國 皇后 王氏 夫人, 1358년 ~ 1390년 음력 9월 2일)은 중국 명하(明夏) 황조 제2대 황제 명승(明昇)의 황후(皇后)이자 초취 부인(初娶 夫人)이었다.

## 생애

### 어린 시절과 9세 시절 명하 제국 황후
원나라 후베이 성 쑤이저우에서 출생하여 지난날 한때 원나라 산시성 옌안에서 잠시 유아기를 보낸 적이 있으며 그 후 원나라 쓰촨 성 충칭에서 성장하였다. 그녀의 아버지가 원나라를 토벌키 위하여 성립한 홍건적에 투항한 세력 대표였으며 이처럼 토원 홍건적(討元 紅巾賊)에 자진 투항한 세력 대표의 여식으로 어린 시절에도 기품이 넘치던 그녀는 9세 시절이던 1367년 8월 21일을 기하여 명하 제국 제2대 군주 명승(明昇, 당시 12세)과 결혼하여 명하 제국 황후 책봉되었다.

### 명하제국 황후
그녀는 1369년 6월 1일을 기하여 시모 팽태후(彭太后)가 태후(太后)에서 급이 한층 높아진 황태후(皇太后)의 작위에 오르는 것을 목도하였지만 결국 1371년 8월 3일, 시부(媤父)인 지난날 명하 제국 초대 군주 명옥진(明玉珍, 1331년 ~ 1366년)의 생전 시절 옛 동료 홍건적 예하 부수장급 장군이었던 명 태조 홍무제 주원장(明 太祖 洪武帝 朱元璋, 1328년 ~ 1398년)이 시행한 정벌 사태에 시모 팽태후, 부군 명승 등과 함께 명나라로 굴복하였으며 결국 홍무제 주원장(洪武帝 朱元璋)에게 명하 제국(明夏 帝國)이라는 나라 자체를 바쳤다.

### 명하 제국 멸망 이후 명나라 귀족
그리고 그녀는 폐황후 신분을 동반하여 시모 폐태후 팽씨 부인, 부군 명승 폐주와 함께 명나라 중급 귀족의 일원으로 지내다가 1372년 5월, 명 태조 홍무제 주원장의 윤허(允許)를 받아 결국 시모 팽씨 부인, 부군 명승(明昇)과 함께 고려(高麗)로 귀순하여 고려 공민왕 왕기(高麗 恭愍王 王祺, 1330년 ~ 1374년)의 윤허 하에 고려 귀족으로 재편입한 후 고려 개경 흥국사에서 거주하였다가 1372년 11월에 시모 태후 팽씨 부인과 함께 단둘이 고려 풍해도 연안 지방에 낙향하여 사저를 짓고 농사로써 소일하였다.

### 고려 귀족 일원으로서의 말년
1373년 음력 6월 1일을 기하여 고려 개경에서 부군 명승(明昇)이 윤희종(尹熙宗)의 여식을 계배 부인이자 경처(京妻)로 재혼하는 것을 목도하였으며, 그 후로도 그녀는 풍해도 연안 지방의 향처(鄕妻)로서 그녀 자신의 부군 명승(明昇)이 풍해도 연안에 낙향하거나 잠시 다니러 올 때마다 부군 명승(明昇)과 주로 지냈었던 그녀는 고려 풍해도 연안 지방에 잠시 간이 거주하던 중 부군 명승(明昇)과의 사이에서 1376년 음력 8월, 외동딸 명척자(明傶字)를 득녀하였고 그로부터 2년 후 1378년 음력 10월, 외동아들 명선자(明宣字)를 득남하였으며 그 후 그녀는 1390년 음력 9월 2일을 기하여 부군 명승, 시모 태후 팽씨, 딸 명척자, 사위 윤홍박, 아들 명선자, 사돈 윤성암, 사돈 윤앙안 등이 함께 간소히 임종을 지켜보는 가운데 고려 풍해도 연안 지방 사저에서 향년 33세로 병사하였다.